# San Martín, Buenos Aires
Ciudad del Libertador General Don José de San Martín, mai cunoscut sub numele de San Martín, este sediul administrativ al General San Martín Partido din zona urbană din Marele Buenos Aires .

## Geografie
Zona este puternic urbanizată și găzduiește numeroase industrii de prelucrare a alimentelor, precum și o mare fabrică auto Peugeot-Citroën. Orașul este mărginit la nord-est de orașul autonom Buenos Aires.

## Sport
Orașul găzduiește clubul de fotbal Chacarita Juniors, campioni ai Argentinei în Metropolitano 1969.

## Personalități
- José Hernández, scriitor
- Marianela Núñez, dansatoare de balet
- Oscar Alfredo Gálvez, pilot de curse
- Roberto De Vicenzo, jucător de golf
- Agustín Carlos Roberto García, muzician;
- Enzo Fernández (n. 2001), fotbalist.

## Imagini

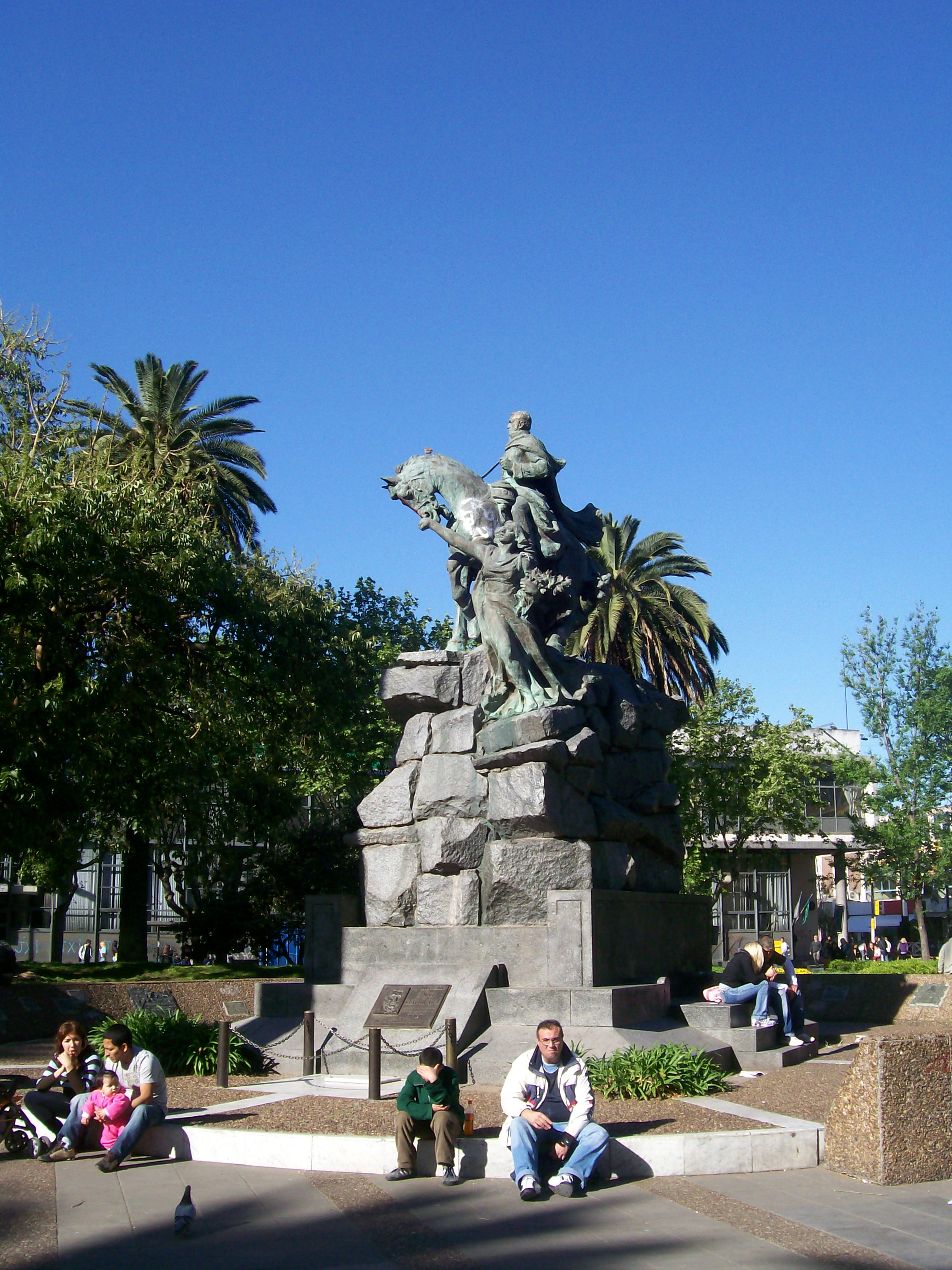
Monumentul generalului José de San Martín
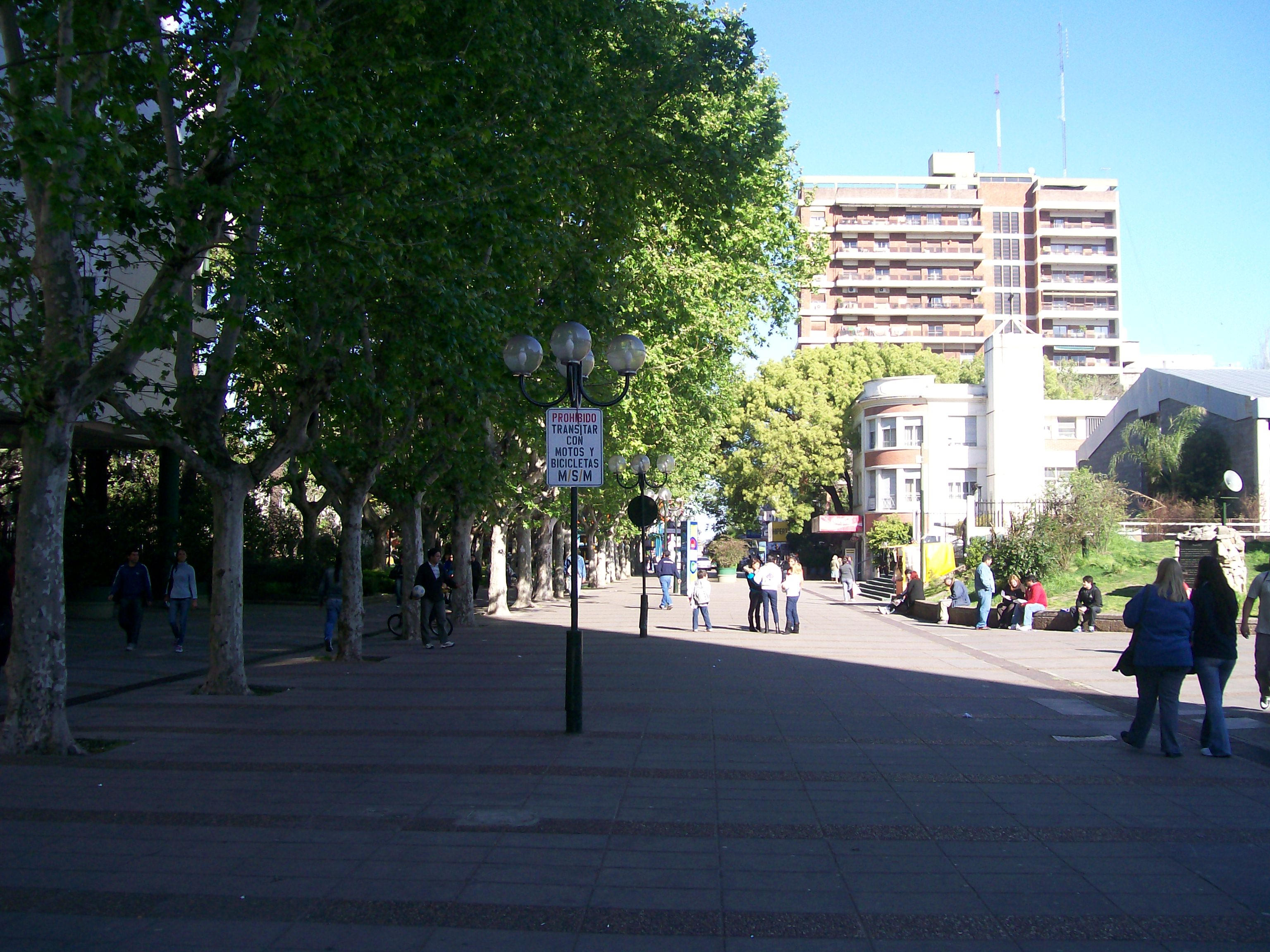
Strada Belgrano
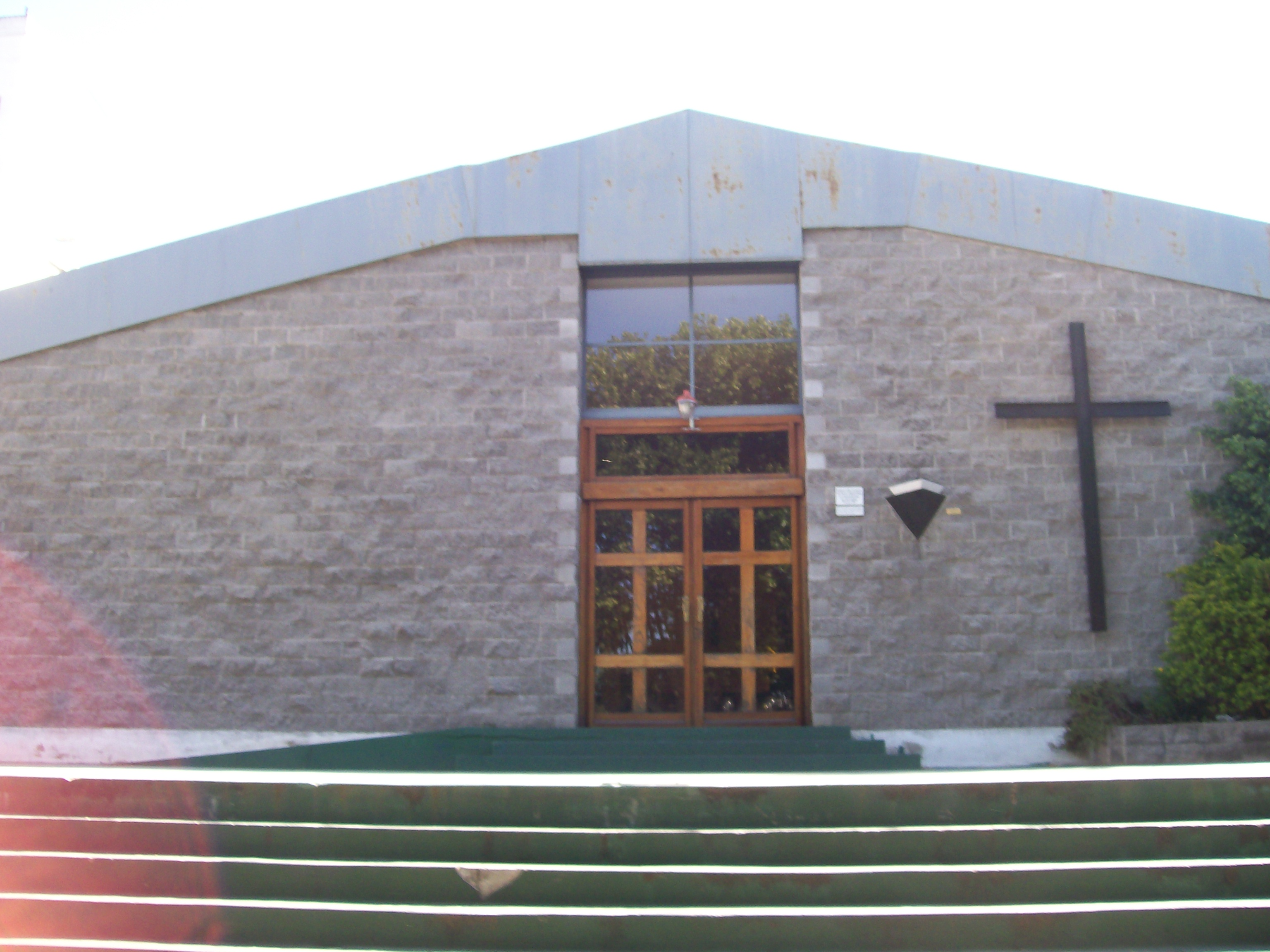
Catedrală
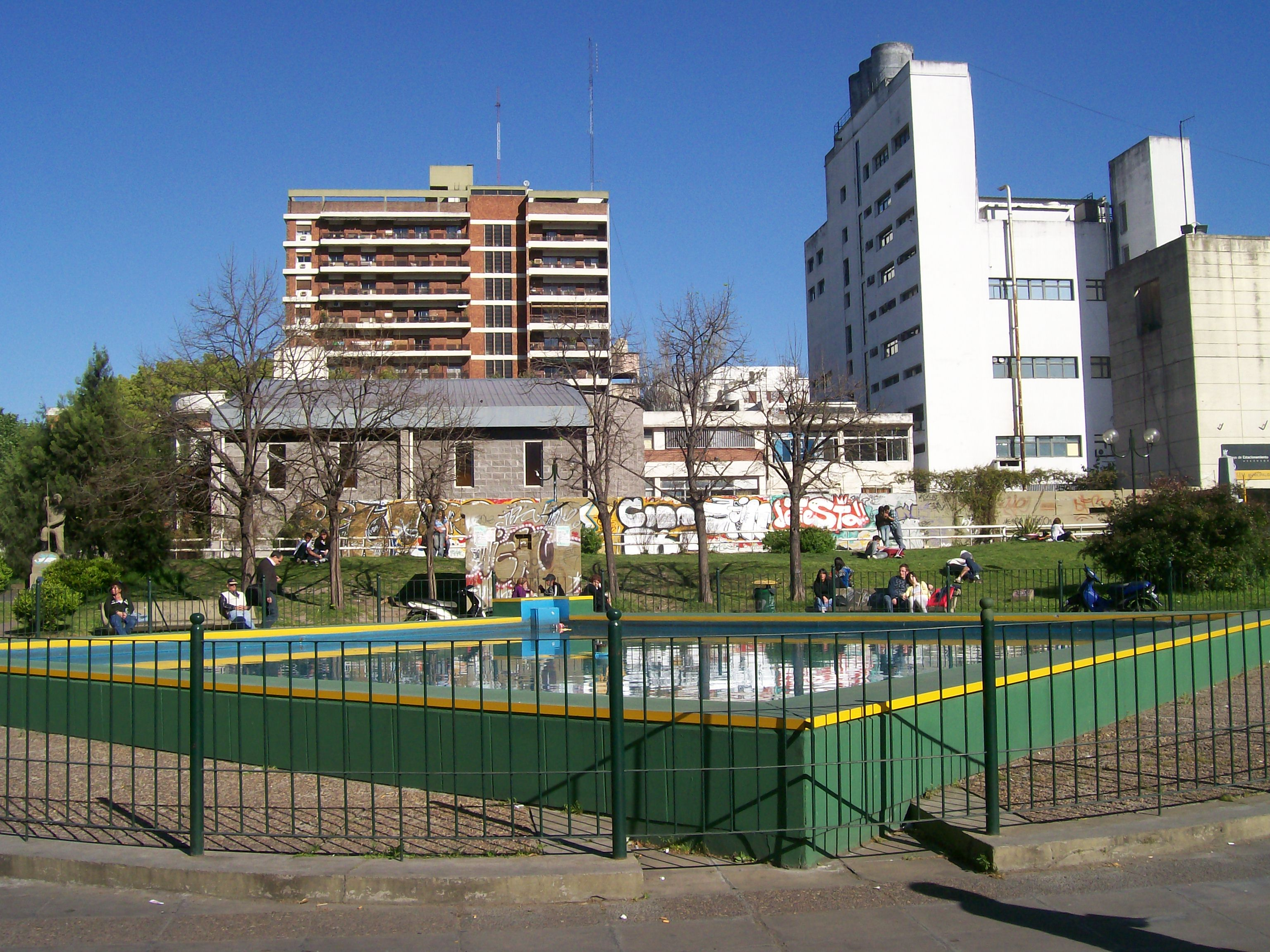
Plaza San Martín
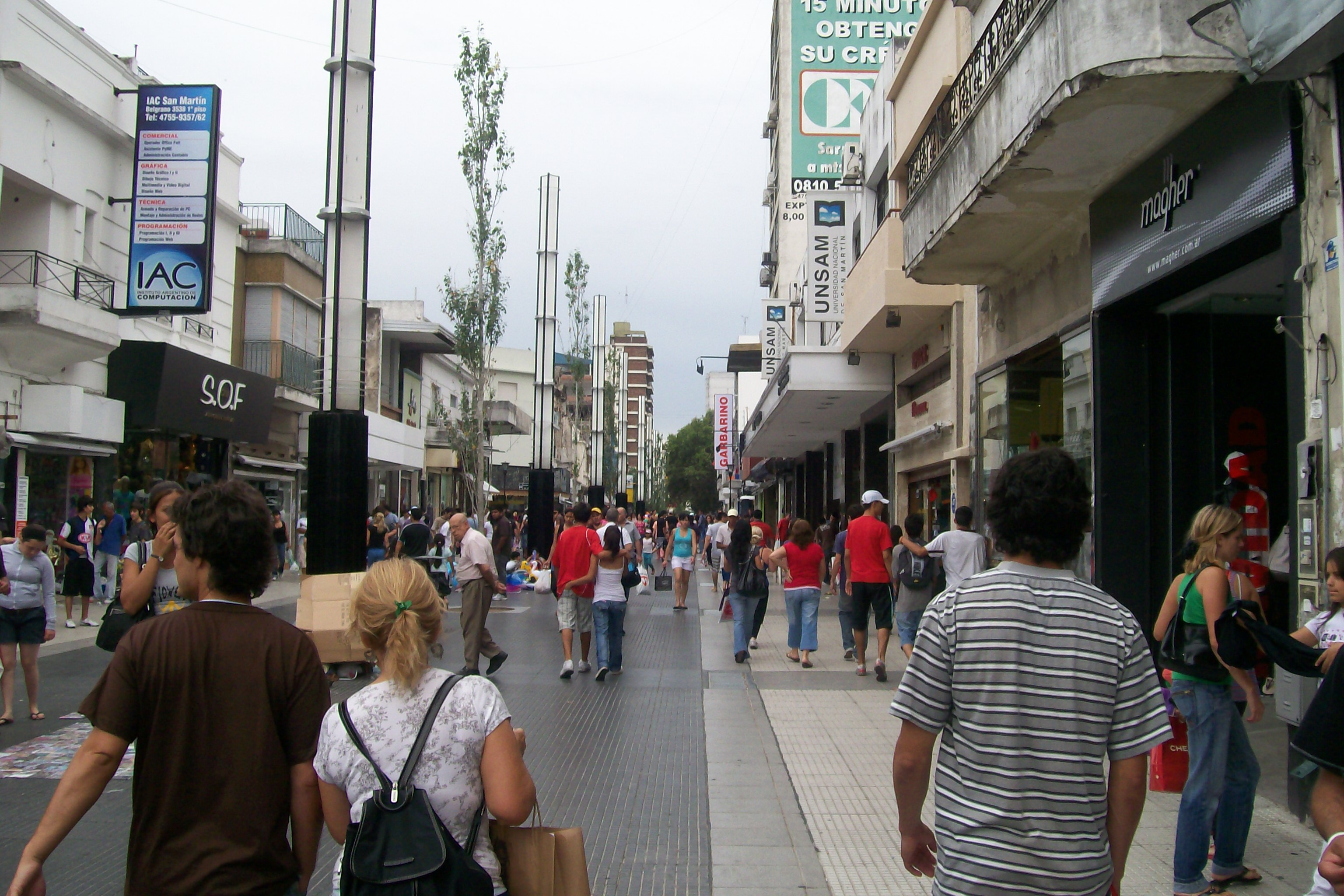
Strada Belgrano - zona comercială